# Снайперська гвинтівка Лобаєва
Снайперська гвинтівка Лобаєва (СВЛ, SVL) — сімейство сучасних російських снайперських гвинтівок.
СВЛ випускалася в місті Тарусі приватною компанією ТОВ «Цар-гармата» (власник — В. Н. Лобаєв) на обладнанні, імпортованому із США.
У вересні 2010 компанія переїхала в ОАЕ. Причиною переїзду називають зіткнення інтересів з Іжмаш, але підтвердженої інформації немає. У 2011 Владислав Лобаєв успішно виробляв свої гвинтівки в ОАЕ, вони вже прийняті на озброєння в Армії ОАЕ. У середині 2013 Владислав Лобаєв повернувся до Росії і заснував ТОВ «Конструкторське бюро інтегрованих систем».
Модельний ряд СВЛ налічує 6 основних моделей, ведуться розробки нових зразків.

## Опис
Не представлена однією фіксованою моделлю. Калібр та інші характеристики гвинтівки варіюються залежно від побажань замовника.
Ствол виконаний із нержавіючої сталі, гвинтівка обладнана планкою Пікатінні для кріплення різних видів прицілів.
Гвинтівки відрізняються надзвичайно високою купчастістю, що становить близько 0,2—0,3 кутової хвилини (MOA).

## Варіанти і модифікації
- СВЛ (снайперська гвинтівка Лобаєва) — випуск припинений.
- ОВЛ (мисливська гвинтівка Лобаєва) — використовується як мисливська та спортивна зброя, цивільний аналог СВЛ. Випуск припинений.
- СВЛК-14С (SVLK-14 S). Одна з основних моделей, яка є розвитком моделі 2009 року — гвинтівки, що випускалася до переїзду виробництва в ОАЕ. Побудована навколо групи затвора King v.3. Ресивер виготовлений з авіаційного алюмінію з різьбовою вставкою з високолегованої корозійностійкої сталі. Затвор виконаний також з твердої корозійностійкої сталі. СВЛ моделі К-14 S навмисно залишена в однозарядному варіанті для забезпечення потрібної жорсткості ствольної коробки, необхідної при стрільбі на надвеликі відстані, а також модульності і змінності калібрів (затвори з личинками: Cheytac, Supermagnum, Magnum). Нова модель має посилений, порівняно з минулими версіями, багатошаровий сендвіч з вуглепластика, кевлара і скловолокна, і, на відміну від колишніх версій ложі, спеціально розрахована на використання з таким потужним боєприпасом, як Cheytac. Також, для більшого посилення конструкції, в ложу інтегровано довге алюмінієве шасі певної форми. Механізм щоки був змінений на більш зручний для стрільця варіант. Матчевий ствол LOBAEV Hummer Barrels[5].
- СВЛК-14М (SVLK-14M). Модифікація СВЛК-14С 2015 року, має магазин на 5 патронів.
- ТСВЛ-8 (тактична снайперська гвинтівка Лобаєва) «Сталінград». Має скелетонну конструкцію, побудовану при використанні шасі. Магазинна група затвора COUNT лежить на невеликому алюмінієвому шасі і компаунді. ТСВЛ-8 забезпечена складним прикладом для портативності[6].
- ТСВЛ-10 (TSVL-10). Побудована навколо магазинної групи затвора — COUNT. Самостійна гілка в розвитку гвинтівки ТСВЛ. Так само забезпечена складним прикладом[7].
- DXL-2 «Скальпель». Основна відмінність від моделі DXL-3, це укорочена на 30 мм група затвора DUKESS — розвиток групи KING[8].
- DXL-3 «Відплата» (рос. Возмездие). Побудована навколо магазинної групи затвора DUKE — розвиток групи KING. Основний матеріал — алюміній[9].
- DXL-4 «Севастополь». Розвиток сімейства DXL 2016 року, наддалекобійна контрснайперська гвинтівка з подовженим стволом, магазин на 5 патронів.
- DXL-4 S. Спортивний варіант DXL-4, однозарядна.
- ДВЛ-10 (SS-113). Рання модифікація безшумної гвинтівки 2010 року під патрон 8,6×39 мм. В ОАЭ випускалася під індексом SS-113.
- ДВЛ-10 М1 «Диверсант» (DVL-10 Saboteur). Модульна тактична легка снайперська гвинтівка для безшумної стрільби. Дана модель є розвитком розробки «Цар-Гармати» 2009 року. Побудована навколо магазинної групи затвора COUNT. На відміну від інших моделей, призначена для використання дозвукових патронів. ДВЛ пропонується також в цивільній версії під надзвукові патрони з індексом «C».[10]
- ДВЛ-10 М2 «Урбана» (DVL-10 M2 Urbana). Тактична снайперська гвинтівка 2016 року, модифікація ДВЛ-10, призначена для міських боїв.

30 жовтня 2022 року керівник компанії Владислав Лобаєв повідомив про закупівлю «дуже високопоставленим державним мужем» партії снайперських гвинтівок зі спеціальної серії «Za Росію» — для розвідувальної роти «N-ської дивізії». За версією російських ЗМІ, неназваним покупцем може бути заступник голови Ради безпеки РФ Дмитро Медведєв[джерело?].

## Країни-експлуатанти
- Росія: СВЛ стоїть на озброєнні служби безпеки президента РФ, спецпідрозділів вторгнення в Україну
- ОАЕ: Після ліквідації компанії «Цар-гармата» виробляється в ОАЕ під найменуванням TADS KS-11[11] В кінці 2013 року, після закінчення контракту з компанією в ОАЕ, виробництво повернулося до Росії.
- Білорусь
- Аргентина
- Казахстан
- Нікарагуа